# Mapamundi de Leonardo

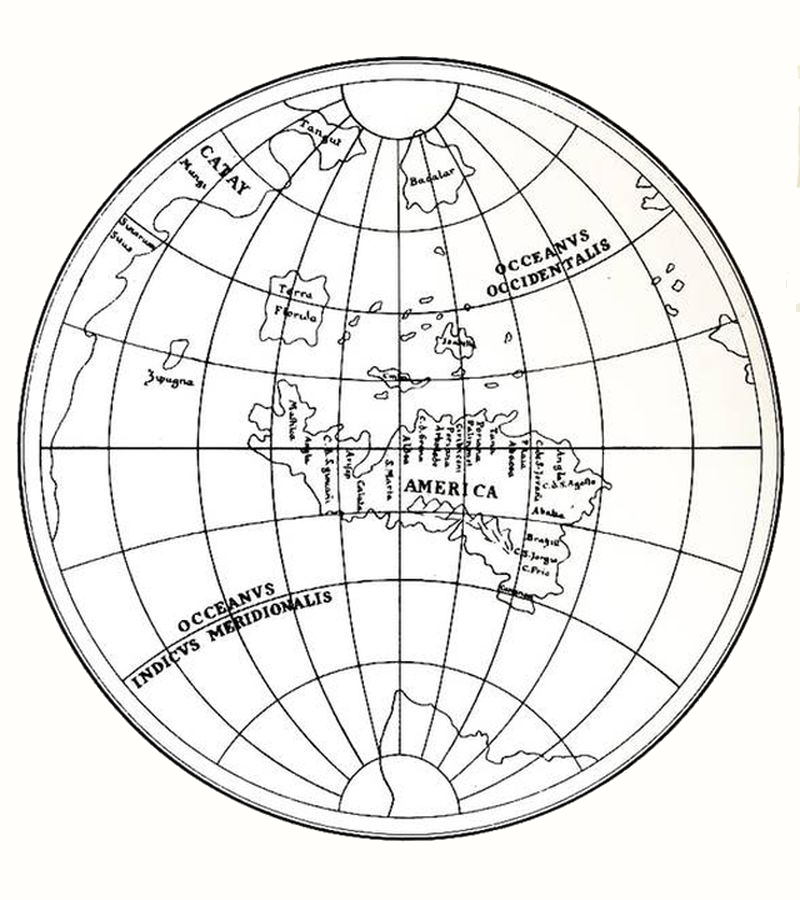
"Recreació moderna" de l'hemisferi occidental d'acord amb el mapa de Leonardo

El Mapamundi de Leonardo da Vinci és un mapa fet en projecció octant, trobat a la Windsor Library per R.H.Major, qui li va posar la data de 1514, però aquesta data és dubtosa atès que Florida està dibuixada com una illa amb el nom de Terra Florida, i sabem que en el Mapa de Juan de la Cosa del 1500 i en el Planisferi de Cantino del 1502 apareix com una península, per tant hauria de ser anterior al 1500. De fet Fernando Colón l'esmenta abans de 1492: "y al volver descubrieron la isla de flores.."
El mapa mostra tota la informació que Amerigo Vespucci va portar dels seus viatges i entre les particularitats esmentades per Major n'hi ha una de molt especial: a Bahia de Brasil l'anomena Abatia, que podria venir del català "Badia", l'única llengua romanç en què Baía en portuguès es tradueix com BADIA.

## Descripció
Va ser el primer mapa d'aquest tipus. L'esfera del món està dividida en vuit triangles esfèrics equilàters. Els vuit triangles estan orientats d'una manera similar a la de dos trèvols de quatre fulles un al costat de l'altre, estant els pols de la terra situats al centre de cada trèvol. Un costat de cadascun dels vuit triangles, (l'oposat al centre del pseudo trèvol), és una quarta part de l'equador, els dos restants (els que convergeixen al centre del pseudo trèvol), són la quarta part dels dos Meridians que amb l'equador seccionen el món en els vuit octants. El va documentar Richard Henry Major en el seu comunicat Memoir on a mappemonde by Leonardo da Vinci, being the earliest map hitherto known containing the name of America.

## Importància
A part del topònim és notable com a mínim pel següent:
- Va ser un dels primers mapes del món a utilitzar el nom "Amèrica", juntament amb el de Waldsemuller
- Dibuixa Florida com una illa amb el nom Terra Florida
- Va ser un dels primers mapes del món a establir un continent en el pol sud.

## Descobriment de Florida
El 2 d'abril de 1513, Ponce de León va veure una terra que va creure que era una altra illa, i la va anomenar La Florida, en reconeixement del paisatge verd i perquè era Pasqua Florida.
Aquest nom "Florida" (en castellà "Florecida") segons la versió oficial diu precisament que la va batejar Ponce de León "perquè la va veure en Pasqua Florida." però pel que sembla ja es refereix a ella amb aquest nom a l'aspecte d'allò que pensaven que era una illa els que la van veure per 1a vegada.. de fet Leonardo (mort el 1519) ja l'anomena "Terra Florida" abans que Ponce de León hi arribés i en prengués possessió en la Pasqua Florida (2 d'abril de 1513).
- Florida apareix com a península en el Mapa de Juan de la Cosa del 1500
- Florida apareix com a península en el Planisferi de Cantino de 1502
- Fernando Colón la cita com "isla de flores": "y al volver descubrieron la isla de flores .."

## Controvèrsia sobre l'autoria

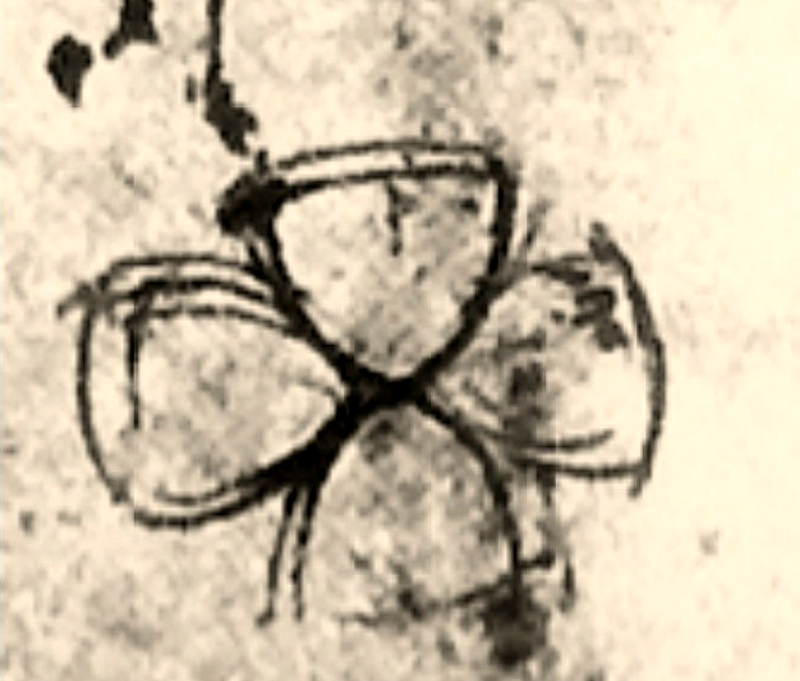
Esbós en el Còdex Atlàntic amb el tipus projecció Da Vinci octant

L'autoria del mapamundi per part de Leonardo no és universalment acceptada, alguns autors estan completament contra qualsevol contribució mínima d'ell, en el mapa o en la Projecció octant que va utilitzar; entre ells, Henry Harrisse (1892), o Eugène Müntz (1899 - citant l'autoritat de Harrisse de 1892).
Altres experts accepten explícitament l'autoria d'ambdós (mapa i projecció: "..the eight of a supposed globe represented in a plane.."), completament com un treball de Leonardo, descrivint la Projecció octant com la primera d'aquest tipus, entre ells, R.H. Major (1865) en el seu treball Memoir on a mappemonde by Leonardo da Vinci, being the earliest map hitherto known containing the name of America, Grothe, la "Enciclopedia universal ilustrada europeo-americana" (1934), Snyder en el seu llibre Flattening the earth (1993),
Christoher Tyler en el seu treball (2014) "Leonardo da Vinci’s World Map", José Luis Espejo en el seu llibre (2012) "Los mensajes ocultos de Leonardo Da Vinci", o David Bower en el seu treball (2012) "The unusual projection for one of John Dee's maps of 1580".
Finalment hi ha alguns experts que també accepten explícitament l'autoria teòrica d'ambdós (del mapa i de la seva projecció) com original de Leonardo, tot i que deixant en suspens la mà directa del florentí en el treball, atribuint l'autoria de la feina a un dels seus deixebles, com és el cas d'Adolf Erik Nordenskiöld que diu en el seu llibre "Facsimile-Atlas" (1889) confirmat per Dutton (1995) i molts altres: "..on account of the remarkable projection..not by Leonardo himself, but by some ignorant clerk."(A compte de la notable projecció..No per Leonardo mateix,sinó per algun empleat ignorant.), o Keunig (1955) sent més precís: ..by one of his followers at his direction.." (..Per un dels seus seguidors sota la seva direcció)..".
En José Luis Espejo en les seves obres sobre LEONARDO, va dur a terme un estudi sobre el Mapamundi de Leonardo da Vinci, seguint als que accepten el mapa com a autèntic, com a R.H. Major en el seu estudi Memoir on a mappemonde by Leonardo da Vinci, being the earliest map hitherto known containing the name of America, o Christoher Tyler al seu treball Leonardo da Vinci’s World Map., sense fer cas ni als esmentats en primer lloc, ni als que deixen en suspens la seva autoria directa, atribuint-la a la má d'algun deixeble seu.
La seva tesi sobre l'autoria de Leonardo afegeix alguns punts als estudis de Major i Tyler:
- Tyler: Pàgina en els quaderns en el Codex Atlàntic que conté un esbós de la projecció tipus octant del globus terrestre, que és l'emprada en el mapamundi descobert per Major (sent aquesta la primera descripció coneguda).[17]
- Tyler: El fresc de Bramant on es veu una descripció detallada del globus i un dels personatges és Leonardo.[17]
- Tyler-Espejo:Hi ha una referència (escrita a má) en les seves notes que diu "el meu mapa del món que deixo amb Giovanni Benci"[17]

## Mappamundi original (Windsor Library)

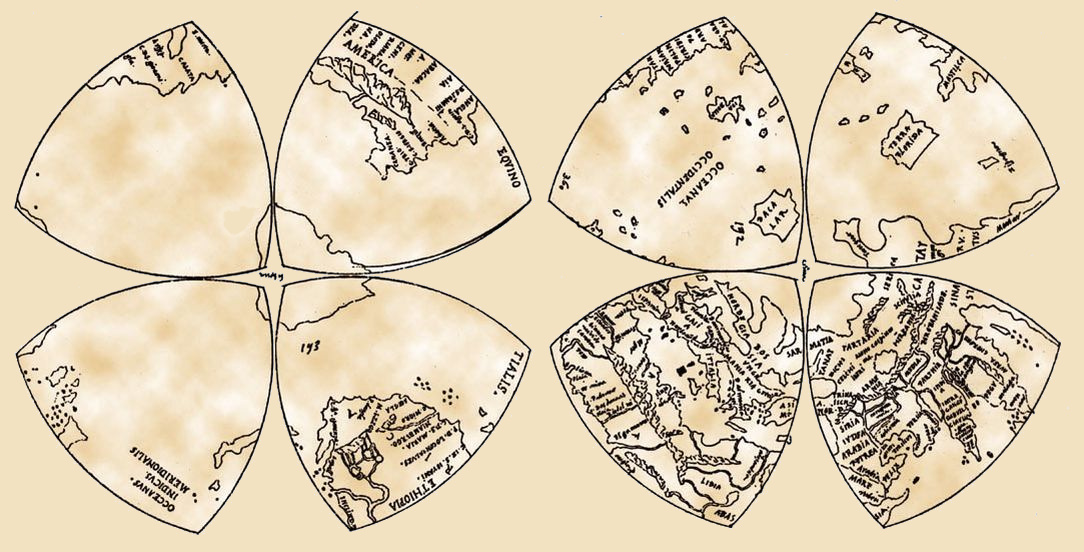
Mappamundi de Leonardo da Vinci en la projecció octant "original", conservat a la Windsor Library